# دانيال كينغ تيرنر
دانيال كينغ تيرنر (بالإنجليزية: Daniel King-Turner)‏ مواليد 15 مايو 1984، هو لاعب كرة مضرب نيوزلندي سابق بدأ مسيرته كمحترف سنة 2003 وكان يلعب باليد اليمنى، اعتزل اللعب في 2013. أعلى تصنيف له في الفردي كان المركز الـ 217. أعلى تصنيف له في الزوجي كان 182.

## روابط خارجية
- دانيال كينغ تيرنر على موقع رابطة محترفي التنس (الإنجليزية)
- دانيال كينغ تيرنر على موقع الاتحاد الدولي لكرة المضرب (الإنجليزية)
- دانيال كينغ تيرنر على موقع كأس ديفيز (الإنجليزية)
- دانيال كينغ تيرنر على موقع خلاصة التنس.كوم (الإنجليزية)
- دانيال كينغ تيرنر على موقع إي إس بي إن.كوم (الإنجليزية)